# Simone Bauer
Simone Bauer (Wertheim, 12 novembre 1973) è una schermitrice tedesca, vincitrice di due medaglie d'oro ed una d'argento ai campionati mondiali di scherma.